# ジェベル・チェノウア級コルベット
ジェベル・チェノウア級コルベット（英語: Djebel Chenoua-class corvette）は、アルジェリア海軍のコルベットの艦級。C-58型、もしくは802計画型とも呼ばれる。
1983年7月に発注され、ブルガリアの支援を受けてアルジェリアのメルス・エル・ケビールにあるECRN（フランス語: Etablissement de Construction et de Réparation Navales）で3隻が建造された。また、2017年には大型化した派生型が1隻建造されている。

## 設計
全長58.4m、満載排水量549tと比較的小型のコルベットで、主機関にはMTU製のディーゼルエンジン3基を搭載し、最大速度は31ノットを発揮する。
主砲として艦首にAK-176 76mm速射砲1門を装備し、近接防御用として後部にAK-630 30mm多砲身機関砲1基を装備する。艦対艦ミサイルとしては艦尾に中国製のC-802（NATOコード：CSS-N-8 サッケード）の連装発射筒2基を装備しており、これは射程120kmの亜音速ミサイルである。このほか、防御用としてチャフ発射機2基がある。
2009年には本級の拡大型の建造が開始され、2017年に「Rais Hassen Barbier」（艦番号807）として就役した。武装は原型とおおむね同等だが、艦形が全長62m、排水量600tと大型化している。

## 同型艦

### 同型艦
| #   | 艦名           | 建造所 | 進水          | 就役        | 現況 | 備考                                                     |
| --- | -------------- | ------ | ------------- | ----------- | ---- | -------------------------------------------------------- |
| 351 | Djebel Chenoua | ECRN   | 1985年 2月3日 | 1988年 11月 | 現役 |                                                          |
| 352 | El Chihab      | ECRN   | 1990年 2月    | 1995年 6月  | 現役 | 造船所の負債問題により、1992年に一度建造が中断している。 |
| 353 | El Kirch       | ECRN   | 2000年 7月    | 2002年      | 現役 |                                                          |

### 派生型
| #   | 艦名                 | 建造所 | 進水        | 就役          | 現況 | 備考 |
| --- | -------------------- | ------ | ----------- | ------------- | ---- | ---- |
| 807 | Rais Hassan Barbiear | ECRN   | 2015年 10月 | 2017年 8月8日 | 現役 |      |